# Steatoda grandis
Steatoda grandis là một loài nhện trong họ Theridiidae.
Loài này thuộc chi Steatoda. Steatoda grandis được Richard C. Banks miêu tả năm 1901.